# Нирковий тубулярний ацидоз
Ниркови́й тубулярний ацидоз - симптомокомплекс, який характеризується поліурією. рахітоподібними змінами скелету, порушенням кислотно-лужного балансу крові, відкладенням солей кальцію у нирковій паренхімі (нефрокальциноз) і утворенням в порожнині або паренхімі нирок каменів (нефролітіаз), що пов`язано з дефектами канальцевої системи нирок та нездатністю регулювати кислотно-лужну рівновагу сечі . Коли кров фільтрується нирками, фільтрат проходить через канальці нефрона, що забезпечує обмін солей, кислотних еквівалентів та інших розчинених речовин , після чого він стікає в сечовий міхур у вигляді сечі. Метаболічний ацидоз, до якого призводить НТА (нирковийний тубулярний ацидоз), може бути викликаний недостатньою реабсорбцією бікарбонат іонів з фільтрату в початковій частині ниркового канальця (проксимальний каналець) або недостатньою секрецією кислоти (іонів водню) в кінцевій частині нефрона (дистальний каналець). Метаболічний ацидоз характерний для осіб з нирковою недостатністю, в той час як термін НТА використовується для людей зі зниженою здатністю нирок створювати кислу реакцію сечі, але здатних добре виконувати інші функції. Існує кілька різних типів НТА, кожен з яких має різні симптоми і причини.
Під словом ацидоз мається на увазі тенденція до зниження рН крові при НТА. Стан, за якого pH крові нижче норми (7.35) називається ацидемія. Метаболічний ацидоз, викликаний НТА належить до нормального ацидозу аніонного розриву.
| Тип            | Тип 1                                                                    | Тип 2                                                           | Тип 4 |
| -------------- | ------------------------------------------------------------------------ | --------------------------------------------------------------- | --- |
| Розташування   | Збірні Канальці                                                          | Проксимальні канальці                                           | Наднирники                                                                                                 |
| Ацидемія       | Наявна (важка)                                                           | Наявна                                                          | М'яка, якщо присутня                                                                                       |
| Калій          | Гіпокаліємія                                                             | Гіпокаліємія                                                    | Гіперкаліємія                                                                                              |
| Патофізіологія | Нездатність вставних клітин типу альфа секретувати Н+ і реабсорбувати К+ | Нездатність клітин проксимальних канальців реабсорбувати НСО.3− | Дефіцит альдостерону, або резистентність до його впливу, (гіпоальдостеронізм або псевдогіпоальдостеронізм) |

### Тип 1-Дистальний НТА
Див. статтю Дистальний нирковий тубулярний ацидоз

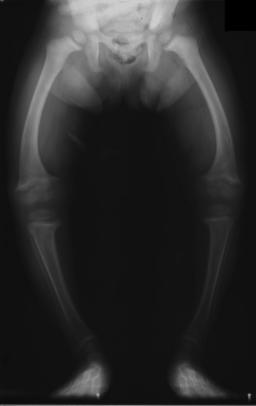
Рентгенограма дитини з рахітом, ускладнення дистального і проксимального НТА.

Дистальний НТА (дНТА) є класичною формою НТА, яка була описана першою. Дистальний НТА характеризується втратою здатності вставних клітин типу альфа збірних трубочок мозкової речовини дистальних відділів нефрону секретувати Н+ у просвіт нефрону. Це порушення кислотної секреції пов'язано з рядом причин і призводить до утворення сечі з рН менше за 5.3. Так як ниркова екскреції є основним засобом для усунення Н+ з організму, наслідком даного процесу є тенденція до ацидемії. Це зумовлює клінічні риси дНТА;  Н+/К+ антипорт на апікальній мембрані вставних клітин не функціонує, в результаті чого протони утримуються в крові, а калій екскретується. Так як кальцій фосфатні камені відкладаються при більш високих значеннях pH (лужних) дНТА сприяє їхньому формуванню в паренхімі нирок; цього не відбувається в інших видах НТА. До характерних симптомів належать:
- Нормальний метаболічний ацидоз аніонного розриву/ацидемії
- Гіпокаліємія, Гіпокальціємія, Гіперхлоремія
- Сечокам'яна хвороба (пов'язана з лужною реакцією сечі, гіперкальціурією, і низьким вмістом цитрату в сечі).[2]
- Нефрокальциноз (відкладення кальцію в паренхімі нирок)
- Демінералізація кісток (викликає рахіт у дітей і остеомаляцію у дорослих)
- Синдром Шегрена

### Тип 2-Проксимальний НТА
Див. статтю Проксимальний нирковий тубулярний ацидоз
Проксимальний НТА (пНТА) спричинений втратою здатності проксимальних тубулярних клітин реабсорбувати відфільтровані бікарбонат іони з сечі, що призводить до їхньої втрати з сечею і, як наслідок, ацидемії. Дистальні вставні клітини функціонують нормально, тому ацидемія протікає в менш важкій формі, ніж при дНТА, і сеча може закислитись до рН менше, ніж 5.3. пНТА також має декілька причин і іноді може бути присутній як одиничний дефект, але, як правило, він асоційований з більш генералізованими дисфункціями проксимальних тубулярних клітин, що має назву синдром Фанконі, за якого спостерігаються також фосфатурія, глюкозурія, аміноацидурія, урікозурія і  тубулярна протеїнурія. 
Характерними симптомами при синдромі Фалконі є демінералізація кісток (остеомаляція або рахіт) у зв`язку з втратою фосфатів.

### Тип 3 НТА-Комбінований проксимальний і дистальний НТА
У деяких пацієнтів HTA має особливості як пНТА, так і дНТА. Ця рідкісна форма спостерігалася в 1960-ті та1970-ті роки як перехідне явище між немовлятами і дітьми з дНТА (можливо, в зв'язку з деякими екзогенними факторами, наприклад, надмірне споживання солі) і більше не спостерігається. Ця форма HTA також згадується як ювенільний HTA.
Кмбінований дНТА і пНТА може спостерігатись в результаті спадкової недостатності карбоангідрази II. Мутація в гені, що кодує цей ензим призводить до виникнення аутосомного рецесивного синдрому остеопетрозу, ниркового тубулярного ацидозу, кальцифікації кінцевого мозку і розумової відсталості. Цей дефект дуже рідкісний, тим не менш, були відмічені випадки по всьому світі, з яких близько 70% припадає на Магриб, регіон Північної Африки, що може буи пов`язано з високим рівнем кровної спорідненості.
Проблеми з нирками лікуються так, як зазначено вище. Для остеопетрозу і церебральної кальцифікації лікування не існує.
Тип 3 рідко розглядається. Більшість класифікацій НТА зводяться до типів 1, 2 і 4.

### Тип 4 НТА
Тип 4 насправді не є тубулярним розладом взагалі і не має клінічних синдромів, характерних для інших типів НТА, вказаних вище. Він був включений в класифікацію ниркового тубулярного ацидозу у зв`язку з тим, що він асоційований з м`яким (нормальний аніонний розрив) метаболічним ацидозом, викликаним фізіологічним зменшенням екскреції  амонію в проксимальному канальці (знижений амоніагенез), що є вторинною ознакою при гіпоальдостеронізмі і призводить до зменшення буферної ємності сечі. Головною рисою даного розладу є гіперкаліємія, при якій вимірювана кислотність сечі знаходиться в межах норми, тому його часто називають гіперкаліємічним НТА або тубулярною гіперкаліємією.

## Історія
Льюїс постулював, що персонаж Діккенс, Тіні Тім у "Різдвяній пісні в прозі", страждав від ниркового тубулярного ацидозу.
Дослідники, що опублікували PLOS One у 2009 припустили, що Карл II Зачарований міг страждати від ниркового тубулярного ацидозу в комплексі з комбінованою недостатністю гормонів гіпофізу.